# Pro Striker Final Stage
Pro Striker Final Stage (プロストライカー ファイナルステージ, Puro Sutoraikā Fainaru Sutāji) est un jeu vidéo de football sorti en 1995 et fonctionne sur Mega Drive. Le jeu a été développé et édité par Sega.